# Уэмбли Арена
«Уэ́мбли Аре́на» (англ. Wembley Arena, изначально — Имперский бассейн (англ. Empire Pool)) — крытый спортивно-концертный комплекс в Уэмбли в лондонском боро Брент. На арене проходили соревнования в рамках летних Олимпийских игр 1948 и 2012 годов.

## История

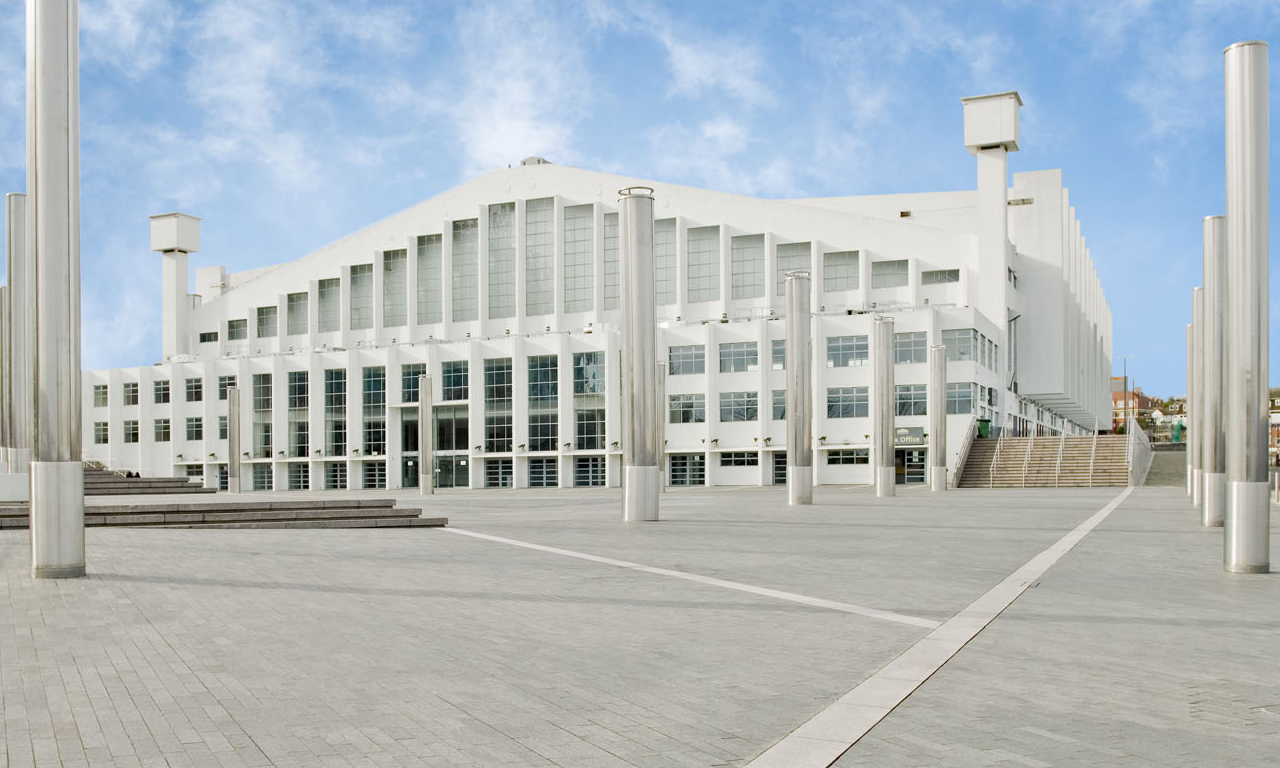
Фронтон

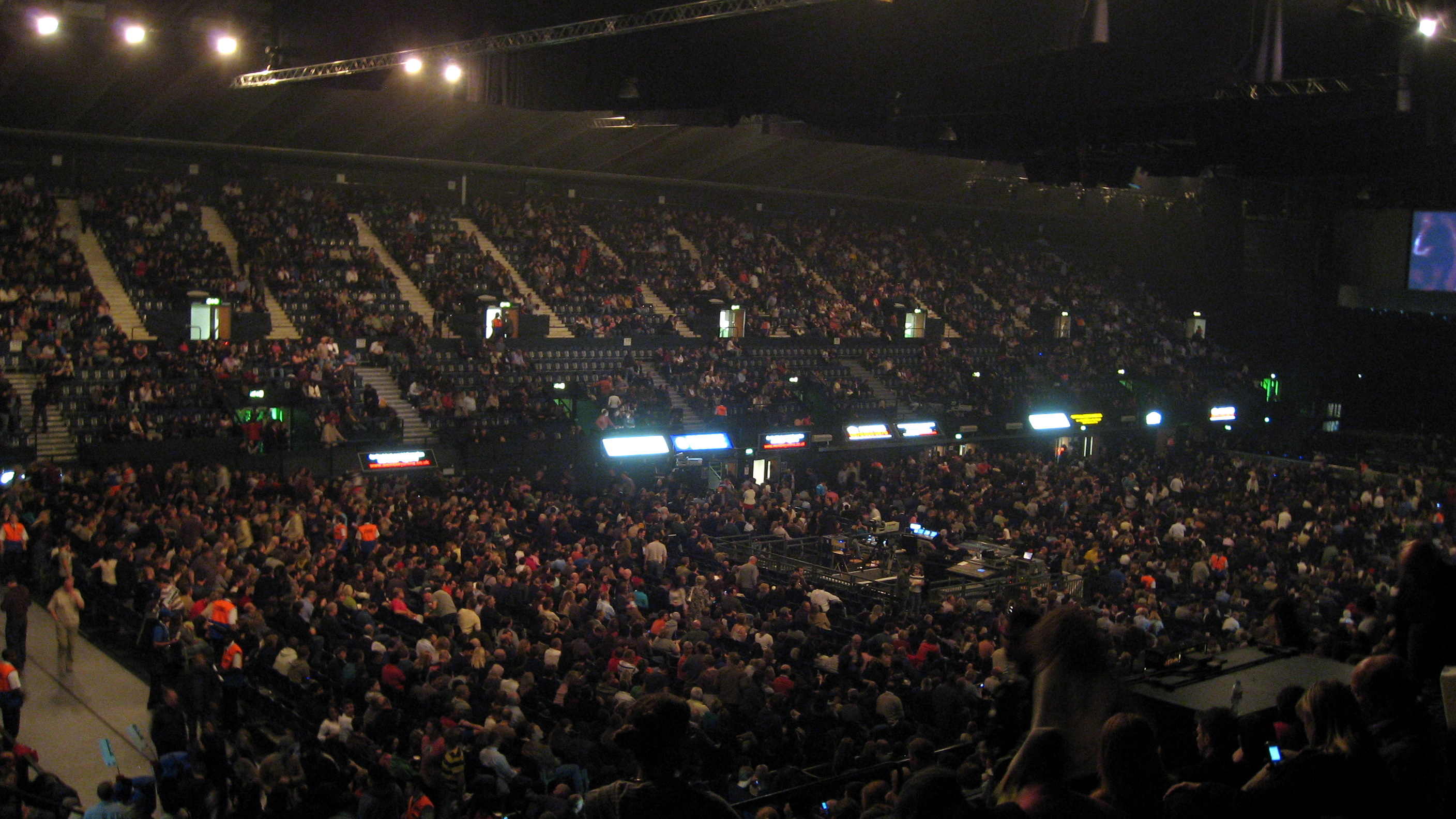
Внутренняя обстановка

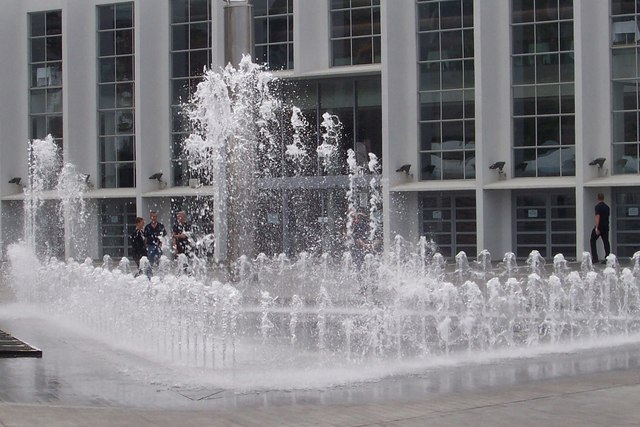
Фонтан у фронтона

Арена была построена к Британским Имперским играм 1934 года Артуром Элвином и первоначально была плавательным бассейном, о чём и говорит первое название — «Имперский бассейн». Бассейн был использован во время Олимпийских игр 1948 года. Арена используется для проведения спортивных, музыкальных, развлекательных и семейных мероприятий.
Арена была отреставрирована вместе с стадионом Уэмбли в рамках восстановления района Уэмбли. Стоимость реконструкции составила 35 миллионов фунтов стерлингов. Обновлённая арена открылась 2 апреля 2006 года концертом группы Depeche Mode и является второй по величине в Лондоне крытой ареной после O2 арены имея 12 500 мест, и третьим по величине крытым концертным залом Лондона после О2 и выставочного центра Графский суд.

## Музыкальные события
С момента своего открытия в 1934 году «Уэмбли Арена» стала третьей по величине крытой концертной площадкой и второй по величине лондонской крытой ареной. Здесь проводились концерты самых известных артистов мира, представителей самых разных жанров.
В начале 1960-х годов, когда сооружение ещё называлось «Имперский бассейн», там проводились ежегодные концерты победителей опросов New Musical Express. Аудитория в 10000 человек смотрела здесь выступления The Beatles (которые выступали здесь трижды), Клиффа Ричарда и The Shadows, Джо Брауна и Bruvvers, The Rolling Stones, Рода Стюарта, The Who, Дэйва Ди и многих других, концерты которых были организованы Джимми Сэвилом и Питом Мюрреем. Концерты исполнителей часто заканчивались вызовом на сцену известных людей для вручения ими наград выступающими. The Beatles вручал награду актёр Роджер Мур, а Клиффу Ричарду вручал Рой Орбисон. Он также получил поздравительное письмо от Элвиса Пресли. Это был 1963 год, когда Ричард в качестве сольного певца опередил Элвиса, в том году Ричард продал больше записей, чем любой другой музыкант мира. Эти концерты были сняты и записаны, а затем показывались по телевидению.
Клифф Ричард провёл больше концертов на этой площадке, чем кто либо ещё. Первый сольный концерт прошёл в 1984, последний, 63-й, в 2009. Среди певиц впереди Тина Тёрнер с 26 концертами и ещё 7 на соседнем стадионе «Уэмбли».
Главный рекорд посещаемости был установлен в начале 1970-х Дэвид Кэссиди в его первый тур по Великобритании в 1973 году, когда он дал шесть концертов в одни выходные.
В 1978 году Electric Light Orchestra дали здесь восемь своих сольных концертов (рекорд на то время) во время тура, посвящённого их альбому Out of the Blue. Первый из этих концертов был записан, показан по телевидению, а затем выпущен на CD и DVD.
ABBA сыграли шесть аншлаговых концертов с 5 по 10 ноября 1979 года. Выступления снимались, шведское телевидение создало документальный фильм, который был выпущен в 2004 году на DVD, под названием «ABBA на концерте». После этого члены группы говорили о тёплом приеме аудитории на Арене Уэмбли. «Это было похоже на возвращение домой после нескольких ночей», сказал гитарист Бьорн Ульвеус. Финал из этих концертов, «The Way Old Friends Do», является последним треком на седьмом студийном альбоме группы «Super Trouper». Вокалистка Агнета Фельтског сказала, что отклик аудитории сделал этот трек гораздо лучше, чем студийная запись.
Британская рок-группа Queen отыграла по 3 концерта в 1978, 1980, 1984. 11-13 мая 1978 финале в туре News of the World, в туре The Game 8-10 декабря 1980 (исполнив на следующий день после убийства Джона Леннона кавер на песню Imagine), 4 концерта в 1984: 4 и 5, и 7 и 8 сентября 1984 года в рамках своего одного из крупнейших концертных туров The Works Tour
Мит Лоуф дал два концерта во время его тура 20/20, 1 и 2 марта 1987 года, которые были записаны и позже выпущены как живой альбом под названием «Live at Wembley».
Marillion дали три концерта вовремя тура по Великобритании посвящённого их 4-му студийному альбому Clutching at Straws 3-5 ноября 1987 года.
The Cure исполнили и записали своё шоу в июле 1989 года, которое было выпущено в качестве живого альбома под названием Entreat.
Джордж Майкл дал четыре концерта подряд во время его тура Cover to Cover tour 19-20 и 22-23 марта 1991 года. Во время финального шоу, 23 марта, Элтон Джон удивил гостей своим появлением, они вместе исполнили «Don't Let the Sun Go Down on Me». Этот дуэт был записан и выпущен позже в этом году, став хитом, с ещё большим успехом, чем оригинальная версия песни в 1974 году.
В апреле 1994 года Барбра Стрейзанд начала свой концертный тур «Барбара» с четырёх выступлений на арене. Они были её первыми выступлениями в Великобритании после 28 лет и были единственными за пределами США. В первую ночь концерт открывала песня «As If We Never Said Goodbye», которая была записана и попала в Топ популярных песен BBC.
Spice Girls дали девять аншлаговых концертов во время их тура Spiceworld 14, 15, 18, 19, 21, 22, 25, 26 и 28 апреля 1998 года.
Кристина Агилера выступала здесь в ходе своего Stripped World Tour 2, 3 и 5 ноября 2003 года. Съёмки этого концерта были выпущены на DVD под названием Stripped Live in UK.
Бейонсе провела на арене две ночи подряд во время её Dangerously in Love World Tour 10 и 11 ноября 2003 года. Концерт 10 ноября был снят, а затем выпущен на DVD под названием Live at Wembley.
Pink дала два концерта во время её I’m Not Dead Tour 4 октября и 4 декабря 2006 года. Они снимались, а затем были выпущены на DVD под названием Pink: Live from Wembley Arena.
Pearl Jam провели здесь самый большой концерт по численности в истории арены (12 470 человек) в 2007.
Боб Дилан выступал на арене 12 раз за свою карьеру, продав более 150 000 билетов.
Норвежская поп-группа a-ha отыграла свой последний день в Великобритании в финале её Ending on a High Note Tour 27 ноября 2010 года.
Тейлор Свифт во время её Fearless Tour в Великобритании была на арене, это было её первое крупное выступление в Великобритании, с Джастином Бибером на разогреве. Она собрала всю арену. Свифт встретила 10-минутная овация толпы после исполнения песни «Tim McGraw».
McFly провели на арене семь концертов за свою карьеру, продав более 70 000 билетов. Они выпустили два концерта на DVD и транслировали один концерт через Интернет, который смотрели люди со всего мира.
Мадонна дала 8 ночных концертов здесь во время Confessions Tour в 2006 году, выступления 15 и 16 августа были сняты для DVD The Confessions Tour.
Alter Bridge провели здесь концерт 29 ноября 2011 года и выпустили DVD этого шоу.
Machine Head проводили выступление 3 декабря 2011 года в качестве части Eighth Plague Tour.
Шакира выступала на арене дважды: 10 декабря 2002 года во время Tour of the Mongoose и в 18 марта 2007 года Oral Fixation Tour.
Было объявлено, что в 2011 году финалист конкурса X Factor в Великобритании будет иметь возможность выступать на арене в течение двух дней. Женская группа Mix выиграла конкурс 11 декабря 2011 года и дебютировала на арене 16 декабря 2011 года перед аудиторией в 11 500 человек.
8 октября 2012 года Nickelback выступили на арене с концертом в рамках Here And Now Tour.
Grateful Dead выпустили записи полного шоу 7 и 8 апреля 1972 года, бывшего частью их тура «Europe '72: The Complete Recordings».
Джокер Сюэ проводили выступление 10 Март 2019 года в качестве части Skyscraper World Tour.

## Площадь славы

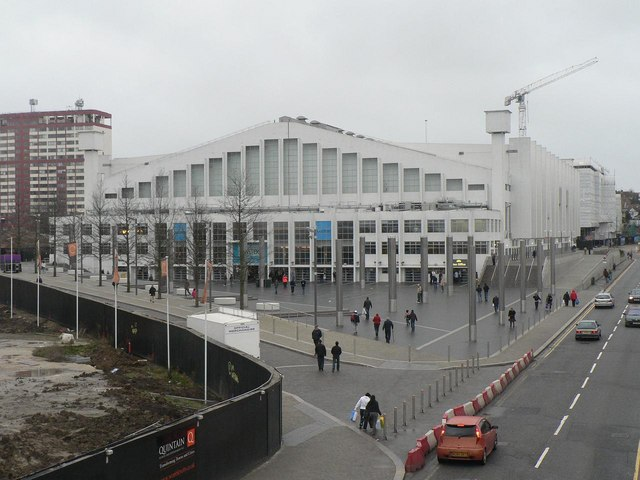
Площадь славы

После открытия «Уэмбли Арены» после реставрации 2006 года площадь перед фронтоном назвали «Площадью славы». По аналогии с голливудской Аллей славы, известные исполнители выступающие на Арене Уэмбли оставляют на площади бронзовые таблички со своими имена и отпечатками ладоней. Первой звездой, оставившей своей след на площади, была Мадонна 1 августа 2006 года.
9 ноября 2006 года добавились новые отпечатки — Клиффа Ричарда. Рик Парфитт и Фрэнсис Росси из Status Quo открыли свою доску, оставив каждый по отпечатку, 16 декабря 2006 года. 9 января 2007 года Кайли Миноуг оставила свои отпечатки ладоней в последний день лондонской части её тура «Showgirl Homecoming».
Семикратный чемпион мира по снукеру Стивен Хендри добавил свои отпечатки ладоней 21 января 2007 года. Певица Долли Партон оставила свой след на площади в последний вечер её турне по Великобритании 25 марта 2007 года.
Звезда канадской музыки Брайан Адамс представил свою табличку 10 мая 2007 года после 25-го выступления. Уже через три дня бывший фронтмен группы Commodores Лайонел Ричи был представлен на площади 13 мая 2007 года после очередного концерта, на который были проданы все билеты.
Члены ирландской мужской группы Westlife представили свою доску 28 марта 2008 года после 27 аншлаговых концертов на протяжении 10 лет. Они продали 250 000 билетов. Все четыре члена группы: Шейн Файлан, Никки Бирн, Киан Иган и Марк Feehily оставили по отпечатку ладоней на площади Славы.

## Спортивные события
С января 2006 года на арене ежегодно проводится турнир Мастерс по снукеру.
Арена часто используется для проведения спортивных мероприятий внутри помещений, таких как бокс, ММА и хоккей, в частности, проводился бой чемпионата мира между Аланом Минтером и Марвином Ханглером, последний выиграл, что спровоцировало беспорядки на расовой почве.
Во время летних Олимпийских игр 1948 года на арене проводились соревнования по боксу, плаванию, прыжкам в воду и водному поло.
Wembley Lions (Львы Уэмбли) и Wembley Monarchs(Монархи Уэмбли) — это две хоккейные команды, использовавшие арену регулярно в течение 1940-х, 1950-х и 1960-х годов, в то время как в 1970-е здесь базировались London Lions (Лондонские львы). Арена Уэмбли была базой для проведения финала Британской хоккейной лиги в конце каждого сезона до роспуска Лиги в 1996 году. Арена также была принимающей площадкой команд НХЛ Торонто и Нью-Йорк Рейнджерс для пары матчей в 1993 году.
Совсем недавно арена появилась в регулярном календаре нетбола, дартса, баскетбола, Five-a-side football, ММА и турниров Мастерс по снукеру.
Здесь состоялся финал Премьер-Лиги Дартса 2009 года, где Джеймс Уэйд победил Мервина Кинга, который выбил Фила Тейлора в полуфинале, когда тот не смог успешно защитить свои 4 титула (он был чемпионом 2005-2008 годов). Премьер-Лига Дартс также на арене проводила финал в 2010 году, когда Фил Тэйлор вернул себе титул, победив Джеймса Уэйда и попав в историю, став первым игроком, который смог сделать лег за 9 дротиков в финал, и является единственным игроком в дартс, который смог сделать 2 лега за 9 дротиков в одном официальном матче (матч был в прямом эфире). Финал 2011 также прошёл на арене, где Адриан Льюис победил Фила Тэйлора 8-3 в полуфинале, но в итоге проиграл Гэри Андерсону 10-4 в финале в ту же ночь.
С 1959 года по 2002 год на арене проводились ежегодное конное шоу Horse of the Year Show.
В сентябре 2018 года на этой арене киберспортивная компания FACEIT проведет здесь главный турнир года под названием Faceit Major по Counter-Strike: Global Offensive.

## Олимпийские игры 2012
В ходе Олимпиады 2012 года на арене проводились соревнования по бадминтону с 28 июля по 5 августа и художественной гимнастике с 9 по 12 августа.